# Генрі Йокігар'ю
Генрі Йокігар'ю (фін. Henri Jokiharju; нар. 17 червня 1999, Оулу) — фінський хокеїст, захисник клубу НХЛ «Бостон Брюїнс». Гравець збірної команди Фінляндії.

## Ігрова кар'єра
Хокейну кар'єру розпочав на батьківщині 2015 року виступами за команду «Таппара».
З сезону 2016–17 років Йокігар'ю захищає кольори клубу «Портленд Вінтергокс» ЗХЛ.
2017 року був обраний на драфті НХЛ під 29-м загальним номером командою «Чикаго Блекгокс». 12 червня 2018 року Генрі підписав трирічний контракт з «Блекгокс». 4 жовтня дебютував в основному складі в матчі проти клубу «Оттава Сенаторс». У наступній грі фін зробив результативну передачу на капітана команди Джонатана Тейвза в переможній грі 5–4 над «Сент-Луїс Блюз».
9 липня 2019 року «Блекгокс» обміняли Йокігар'ю на гравця «Баффало Сейбрс» Александра Нюландера. 1 листопада 2019 року фін відзначився першою закинутою шайбою в матчі проти «Вашингтон Кепіталс». 2 вересня 2021 року Йокігар'ю перепідписав контракт із «Сейбрс» ще на три роки.
На правах вільного агента у березні 2025 року перейшов до клубу «Бостон Брюїнс», кольори якого наразі і захищає.

## На рівні збірних
У складі юніорської збірної Фінляндії чемпіон світу 2016 року.
У складі молодіжної збірної Фінляндії чемпіон світу 2019 року.
У складі збірної команди Фінляндії чемпіон світу 2019 року.

## Статистика

### Клубні виступи
| Сезон        | Клуб                  | Ліга         | Регулярний сезон | Регулярний сезон | Регулярний сезон | Регулярний сезон | Регулярний сезон | Плей-оф | Плей-оф | Плей-оф | Плей-оф | Плей-оф |
| Сезон        | Клуб                  | Ліга         | І                | Г                | П                | О                | ШХ               | І       | Г       | П       | О       | ШХ      |
| ------------ | --------------------- | ------------ | ---------------- | ---------------- | ---------------- | ---------------- | ---------------- | ------- | ------- | ------- | ------- | ------- |
| 2015–16      | «Таппара»             | Ю20          | 47               | 9                | 20               | 29               | 20               | 3       | 1       | 2       | 3       | 4       |
| 2016–17      | «Портленд Вінтергокс» | ЗХЛ          | 71               | 9                | 39               | 48               | 38               | 11      | 0       | 3       | 3       | 4       |
| 2017–18      | «Портленд Вінтергокс» | ЗХЛ          | 63               | 12               | 59               | 71               | 14               | 12      | 3       | 5       | 8       | 2       |
| 2018–19      | «Чикаго Блекгокс»     | НХЛ          | 38               | 0                | 12               | 12               | 16               | —       | —       | —       | —       | —       |
| 2018–19      | «Рокфорд АйсГогс»     | АХЛ          | 30               | 2                | 15               | 17               | 14               | —       | —       | —       | —       | —       |
| 2019–20      | «Баффало Сейбрс»      | НХЛ          | 69               | 4                | 11               | 15               | 32               | —       | —       | —       | —       | —       |
| 2020–21      | «Баффало Сейбрс»      | НХЛ          | 46               | 3                | 5                | 8                | 4                | —       | —       | —       | —       | —       |
| 2021–22      | «Баффало Сейбрс»      | НХЛ          | 60               | 3                | 16               | 19               | 20               | —       | —       | —       | —       | —       |
| 2022–23      | «Баффало Сейбрс»      | НХЛ          | 60               | 3                | 10               | 13               | 30               | —       | —       | —       | —       | —       |
| 2023–24      | «Баффало Сейбрс»      | НХЛ          | 74               | 3                | 17               | 20               | 24               | —       | —       | —       | —       | —       |
| 2024–25      | «Баффало Сейбрс»      | НХЛ          | 42               | 3                | 3                | 6                | 12               | —       | —       | —       | —       | —       |
| Усього в НХЛ | Усього в НХЛ          | Усього в НХЛ | 389              | 19               | 74               | 93               | 138              | —       | —       | —       | —       | —       |

### Збірна
| Рік                | Команда            | Турнір             | Місце              |    | І | Г  | П  | О  | ШХ |
| ------------------ | ------------------ | ------------------ | ------------------ | -- | - | -- | -- | -- | -- |
| 2015               | Фінляндія          | МІГ18              | 4-е                | 5  | 0 | 2  | 2  | 0  |    |
| 2015               | Фінляндія          | U17                | 5-е                | 5  | 1 | 0  | 1  | 2  |    |
| 2016               | Фінляндія          | ЮЧС18              | 1                  | 7  | 0 | 3  | 3  | 10 |    |
| 2018               | Фінляндія          | МЧС                | 6-е                | 5  | 2 | 2  | 4  | 2  |    |
| 2019               | Фінляндія          | МЧС                | 1                  | 7  | 2 | 3  | 5  | 2  |    |
| 2019               | Фінляндія          | ЧС                 | 1                  | 10 | 0 | 3  | 3  | 2  |    |
| 2025               | Фінляндія          | 4Н                 | 4-е                | 3  | 1 | 0  | 1  | 0  |    |
| Молодіжна збірна   | Молодіжна збірна   | Молодіжна збірна   | Молодіжна збірна   | 29 | 5 | 10 | 15 | 16 |    |
| Національна збірна | Національна збірна | Національна збірна | Національна збірна | 13 | 1 | 3  | 4  | 2  |    |